# 表現主義 (建築)
建築における表現主義（ドイツ語：Expressionismus、英語：Expressionism）は、20世紀初頭にヨーロッパで見られた建築様式である。多分野にわたる表現主義運動の一環として、1910年頃のドイツ語圏や北欧で始まった。同時期のオランダにもアムステルダム派（Amsterdamse School）の運動があった。初期のモダニズム建築が採用した材料の革新や社会の大衆化にともなう斬新なデザインに特徴がある。レンガや鉄、ガラスなどの大量生産によってもたらされた新たな技術的可能性にも着想を得ている。これらは映画などの視覚芸術におけるドイツ表現主義運動と並行して展開された。

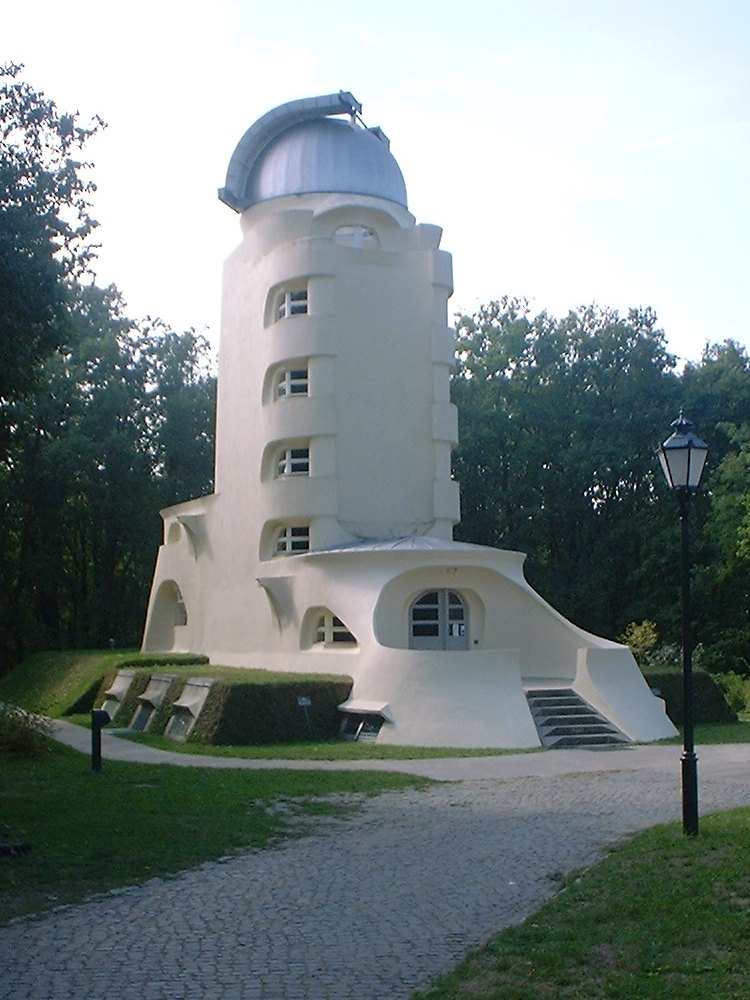
アインシュタイン塔

## 概説
表現主義建築の歴史において特筆に値する出来事としては、1914年にケルンで行われた第1回ドイツ工作連盟展、ハンス・ペルツィヒ設計のベルリン大劇場（英: Großes Schauspielhaus)の1919年落成とその後の上演活動、ブルーノ・タウトを中心とした建築家たちによる往復書簡「ガラスの鎖」（Gläserne Kette）、そしてオランダのアムステルダム派の運動などが挙げられる。
主要な建築物は、表現主義建築のシンボルとも称されるエーリヒ・メンデルゾーン作のアインシュタイン塔（1921年、ポツダム）、北ドイツ表現主義建築を代表するフリッツ・ヘーガーのチリハウス（1924年、ハンブルク）などである。
当時のドイツは第一次世界大戦敗戦後の困窮した経済状態で、建築の依頼は限られていた。そのため、設計されたまま実現することのなかった作品や、短期間のみ展示された建物も非常に多かった（これらの中には、ブルーノ・タウトのアルプス建築（Alpine Architektur、1917年）やヘルマン・フィンステルリン（Hermann Finsterlin）の形式遊び（Formspiel、1924年）のように、建築学史において重要な位置をしめる作品も少なくない）。
1925年までにタウトやメンデルゾーン、ペルツィヒは、視覚芸術における表現主義芸術家たちとともに新即物主義（Neue Sachlichkeit）の運動へと転じていった。これはより実際的・実務的な方法論に基づくもので、表現主義初期の実験精神を捨て去るほどの方向転換であった。以降、表現主義の作風を堅守したのはハンス・シャロウンなどの少数派に限られる。1933年のナチス党の政権掌握以降、表現主義は「退廃芸術」として非合法化され、運動それ自体は終息へ向かった。

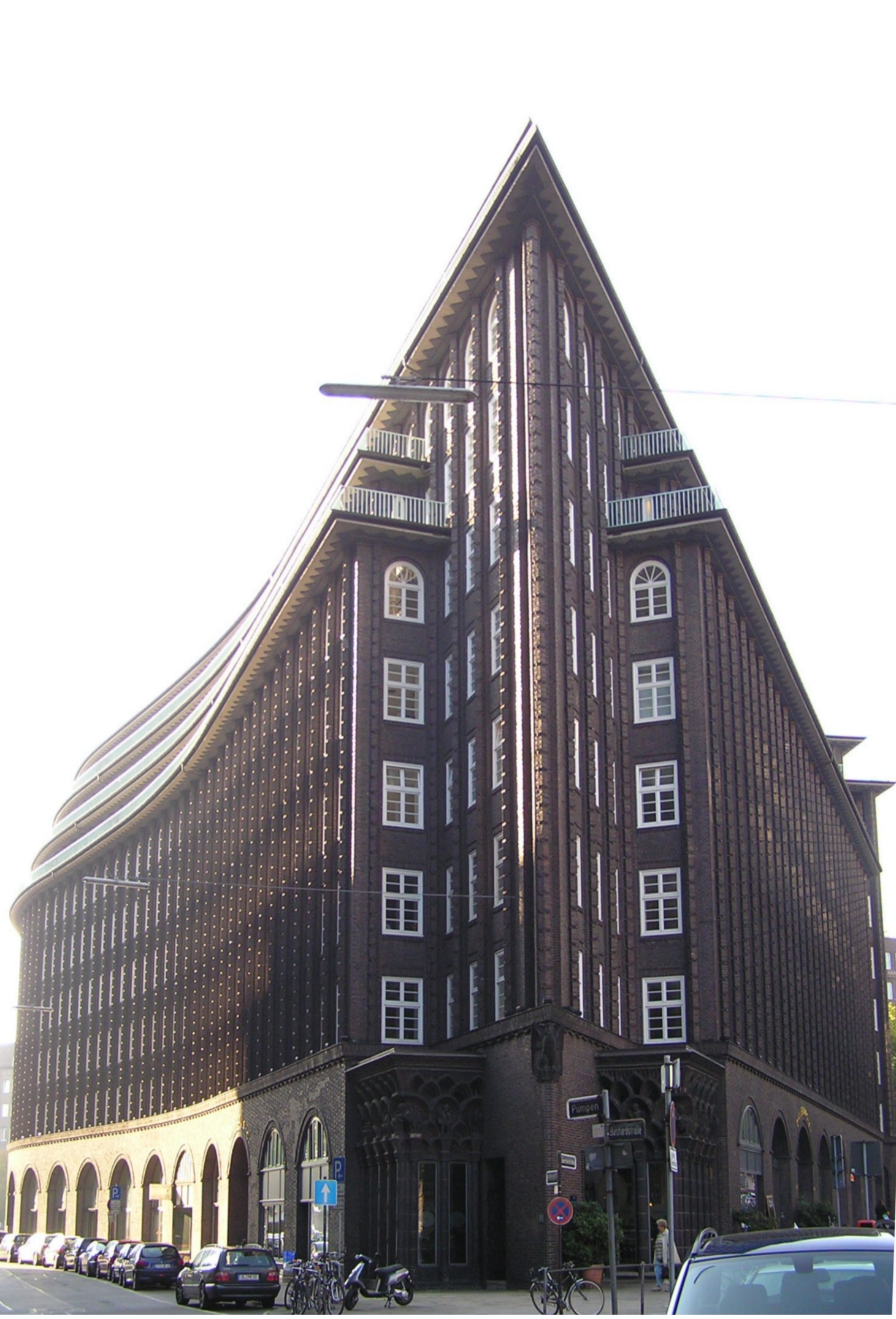
チリハウス

## 主要建築物
- ベルリン大劇場（1919年、現存しない）
- アインシュタイン・タワー（エーリヒ・メンデルゾーン、1921年）
- チリハウス（フリッツ・ヘーガー、1924年）
- ヘキスト染色工場（ペーター・ベーレンス、1920年-1925年）
- グルントヴィークス教会（イェンセン・クリント（英語版）、1921年-1940年）

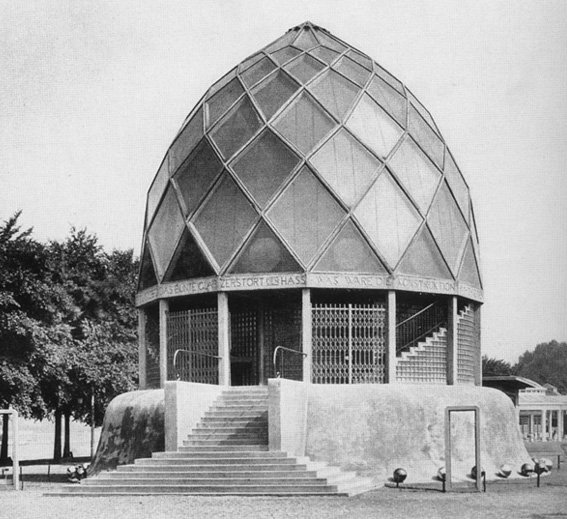
ガラス・パヴィリオン
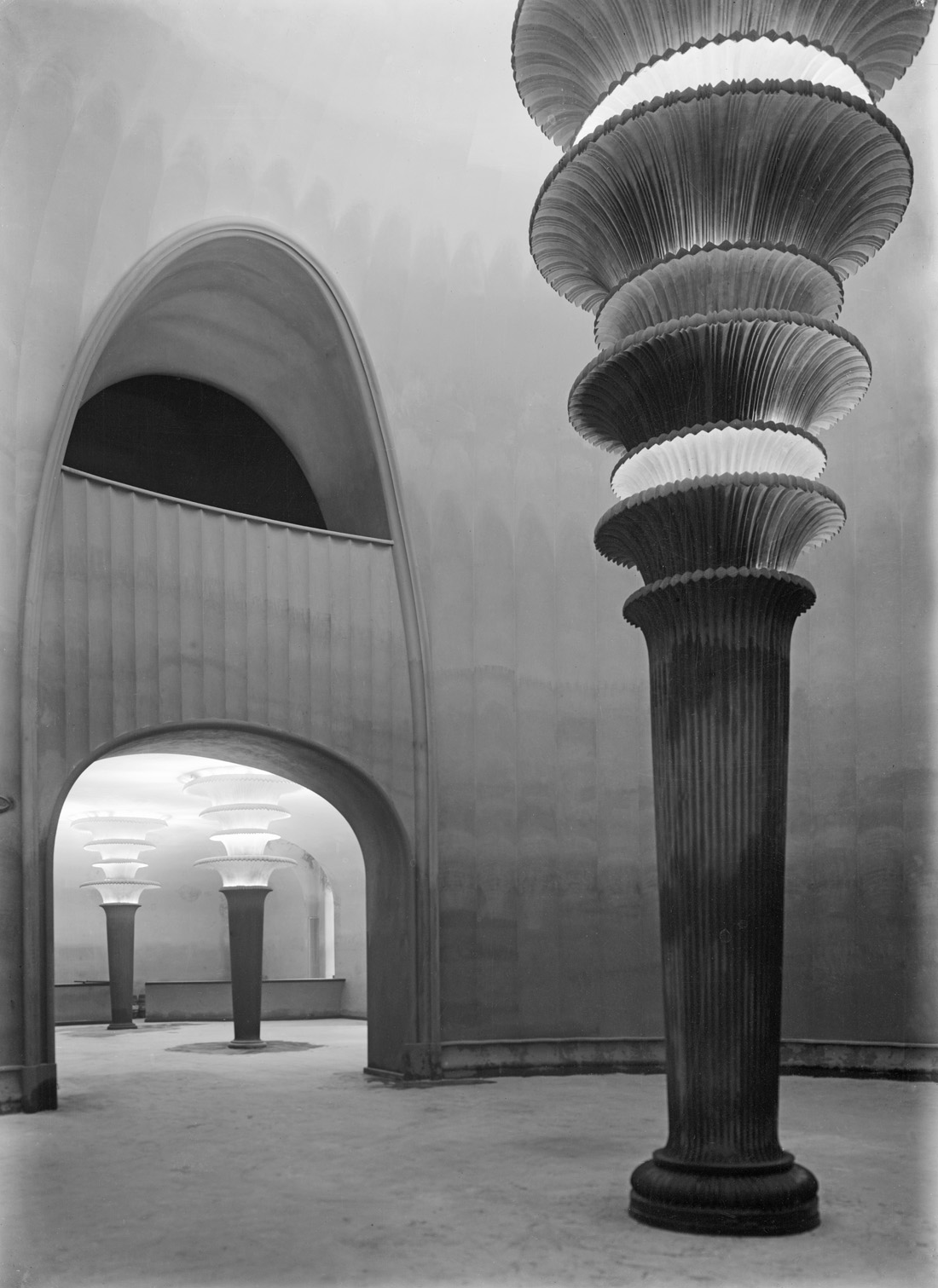
ベルリン大劇場
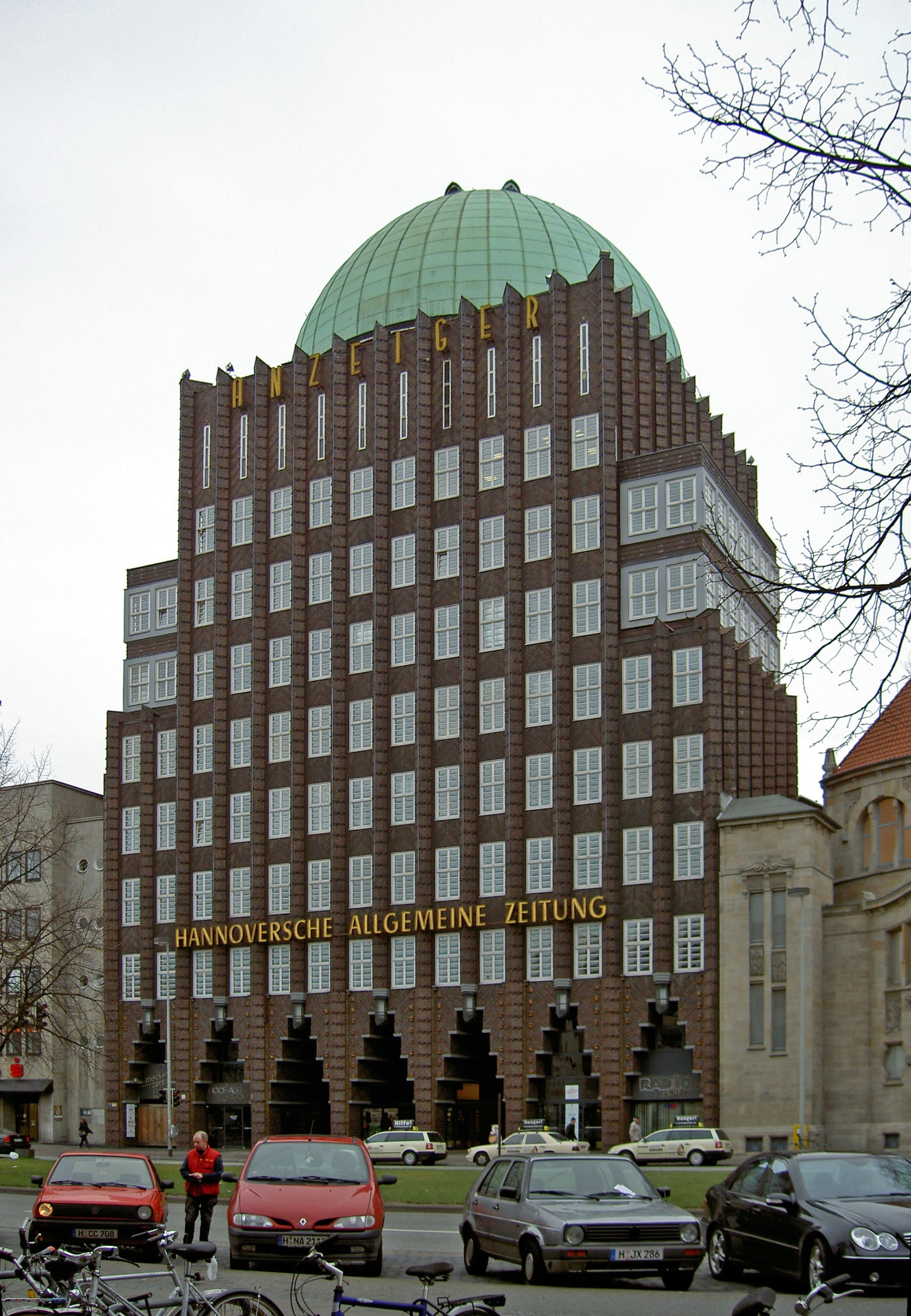
ハノーファー・アンツァイガーホッホハウス
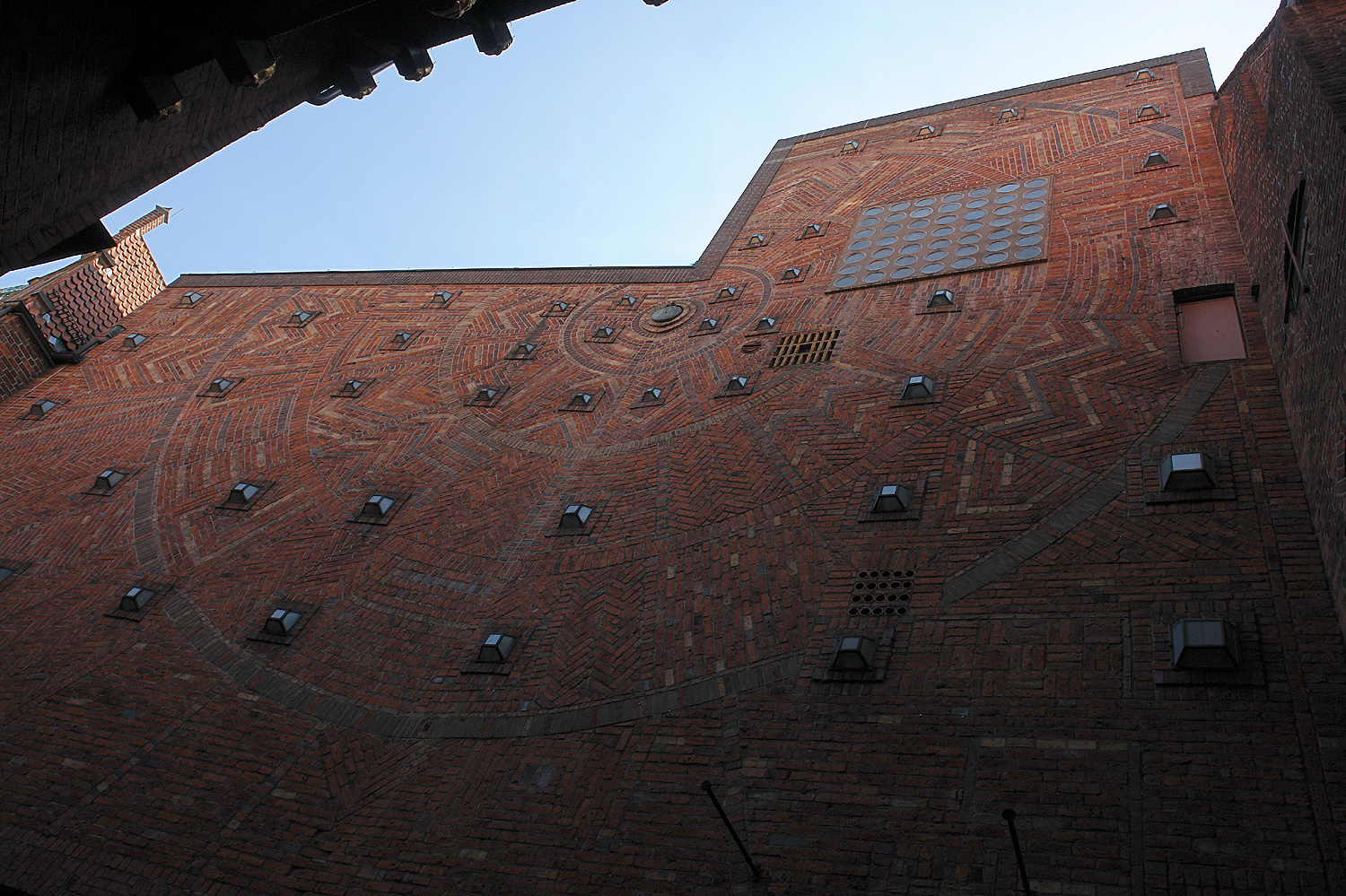
ブレーメン・ベッチャー通り
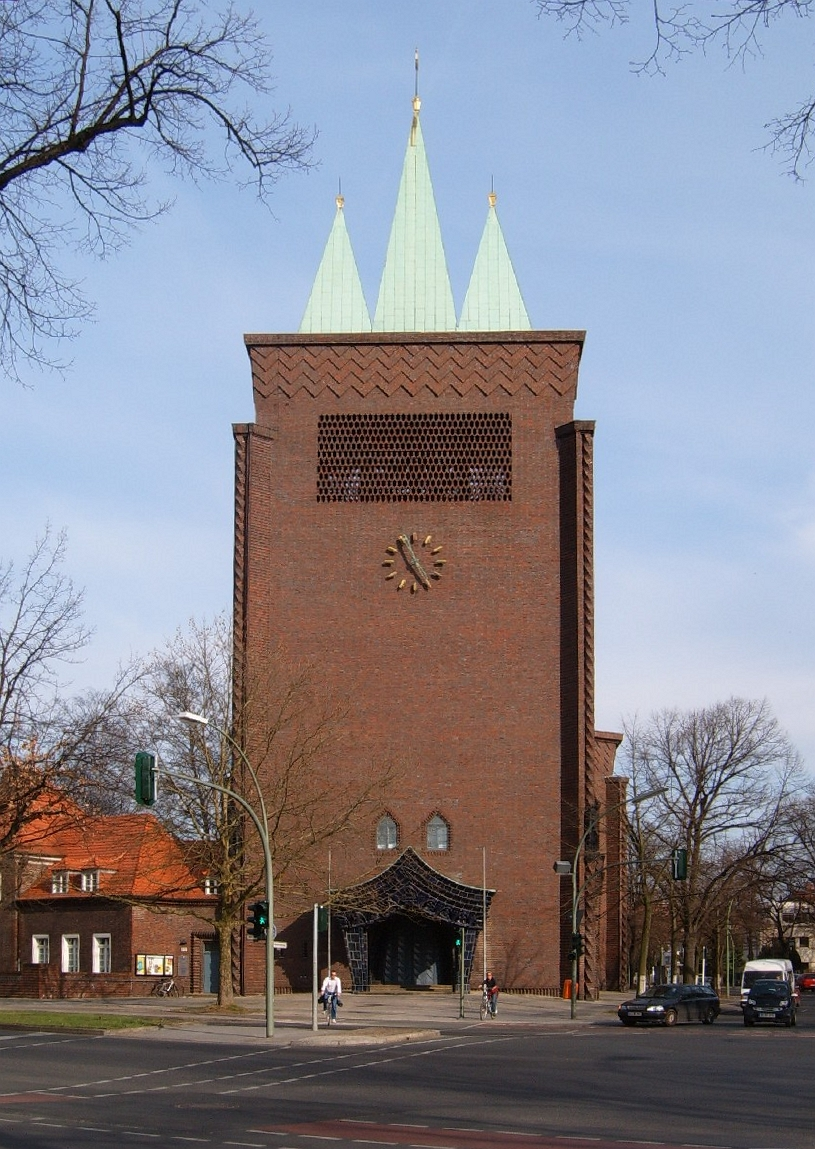
ベルリン・十字架教会
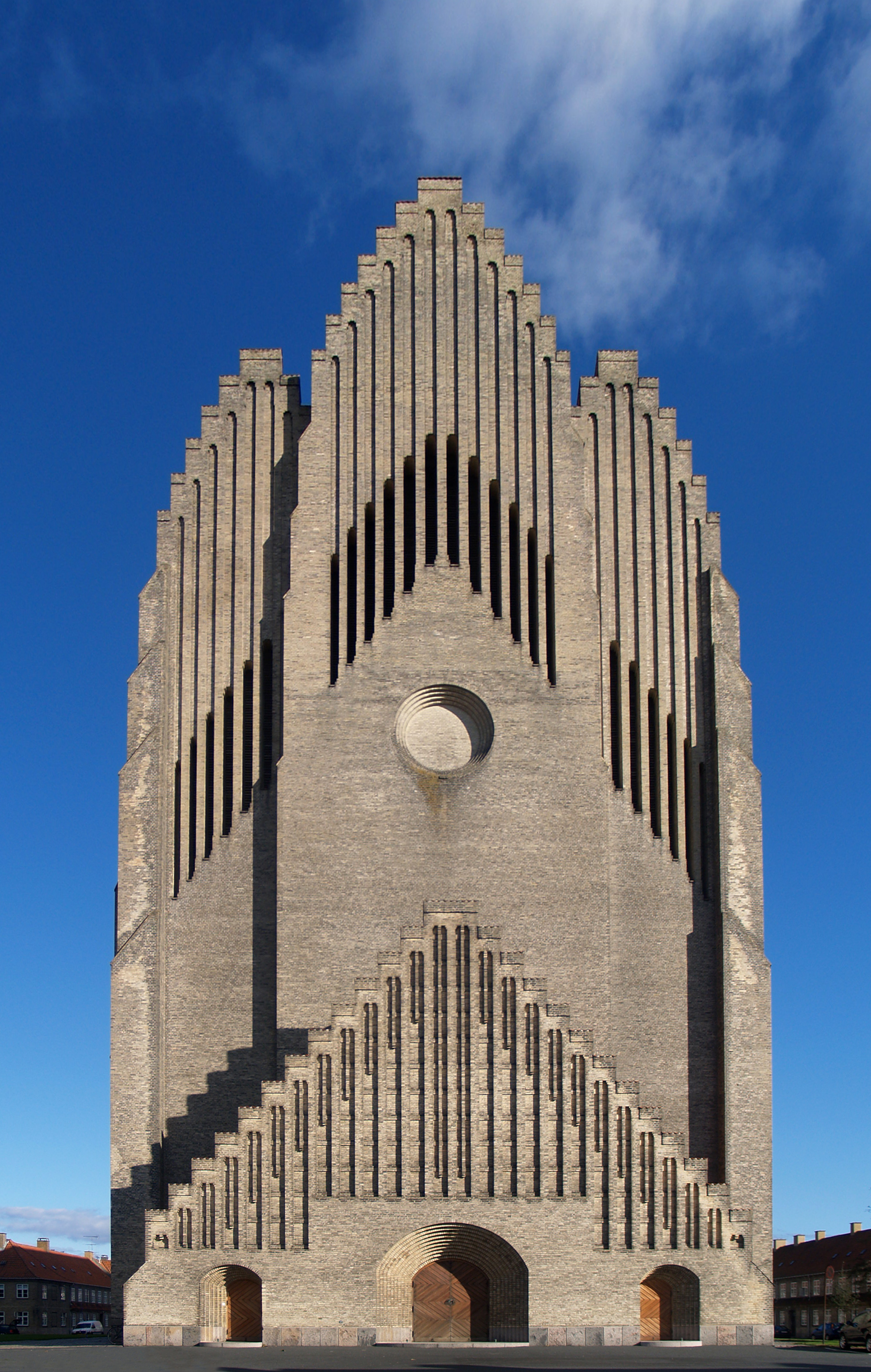
コペンハーゲン・グルントヴィークス教会
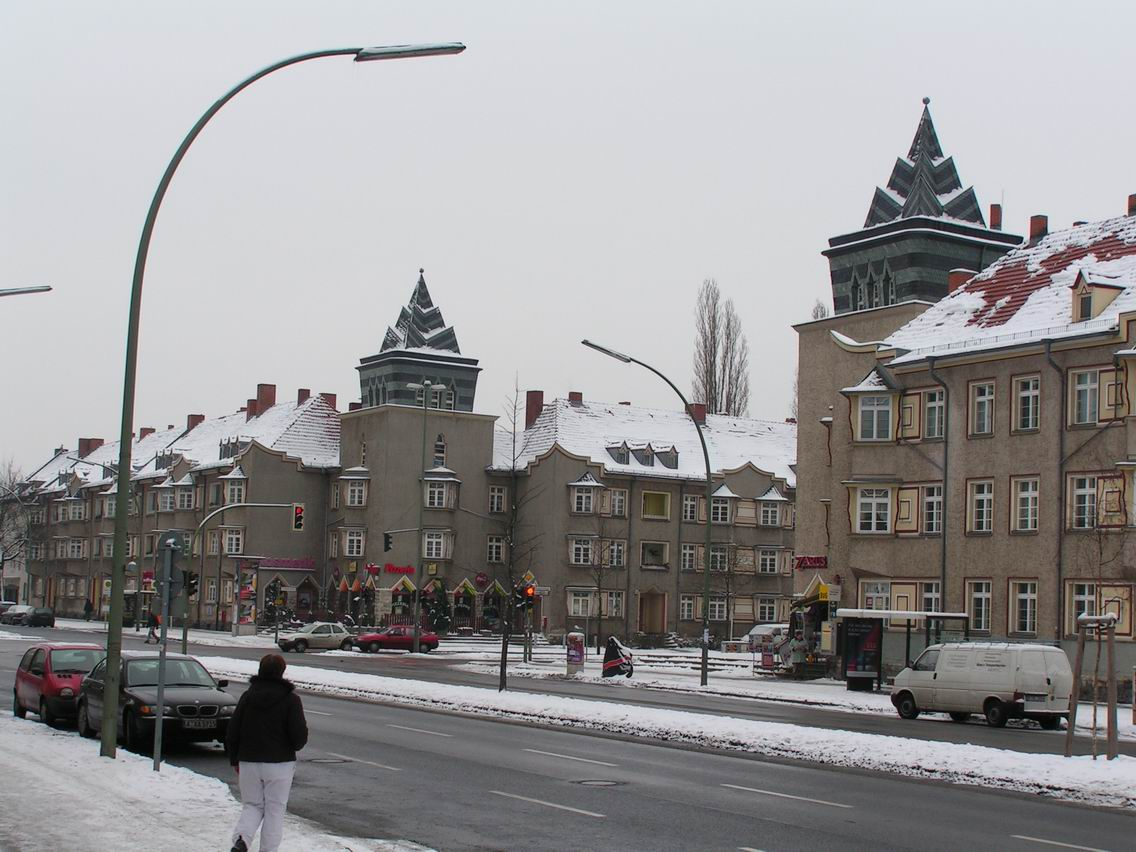
ベルリン・ツェッペリン通り
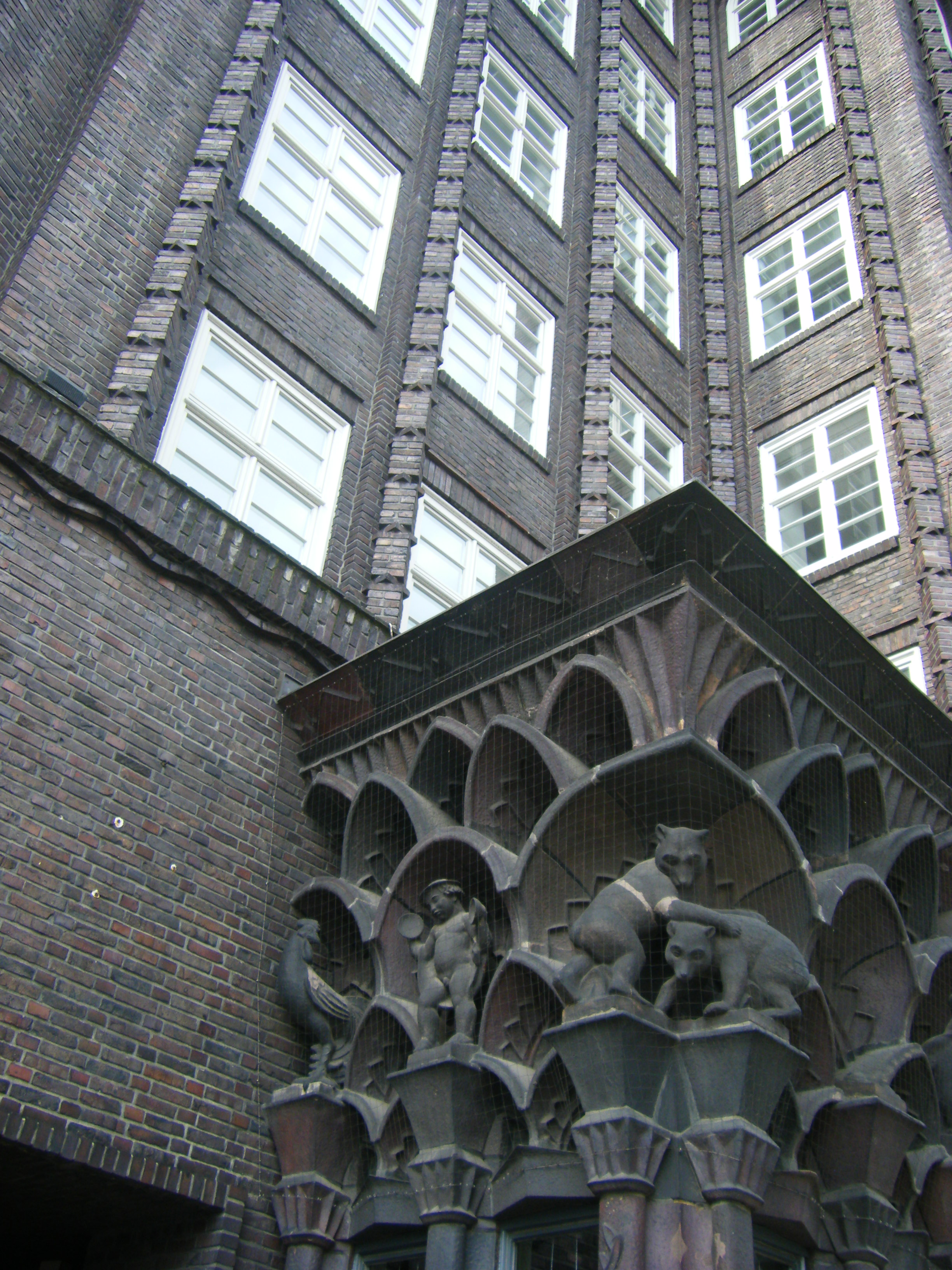
ハンブルク・チリハウス外壁装飾